# 马盖麻
马盖麻（学名：Agave cantula）为龙舌兰科龙舌兰属的植物。分布于印度尼西亚、中南半岛、印度、墨西哥以及中国大陆的福建、海南等地，目前已由人工引种栽培。

## 别名
亚洲马盖麻（广西植物名录），菲律宾马盖（产区通称）